# Krökentor

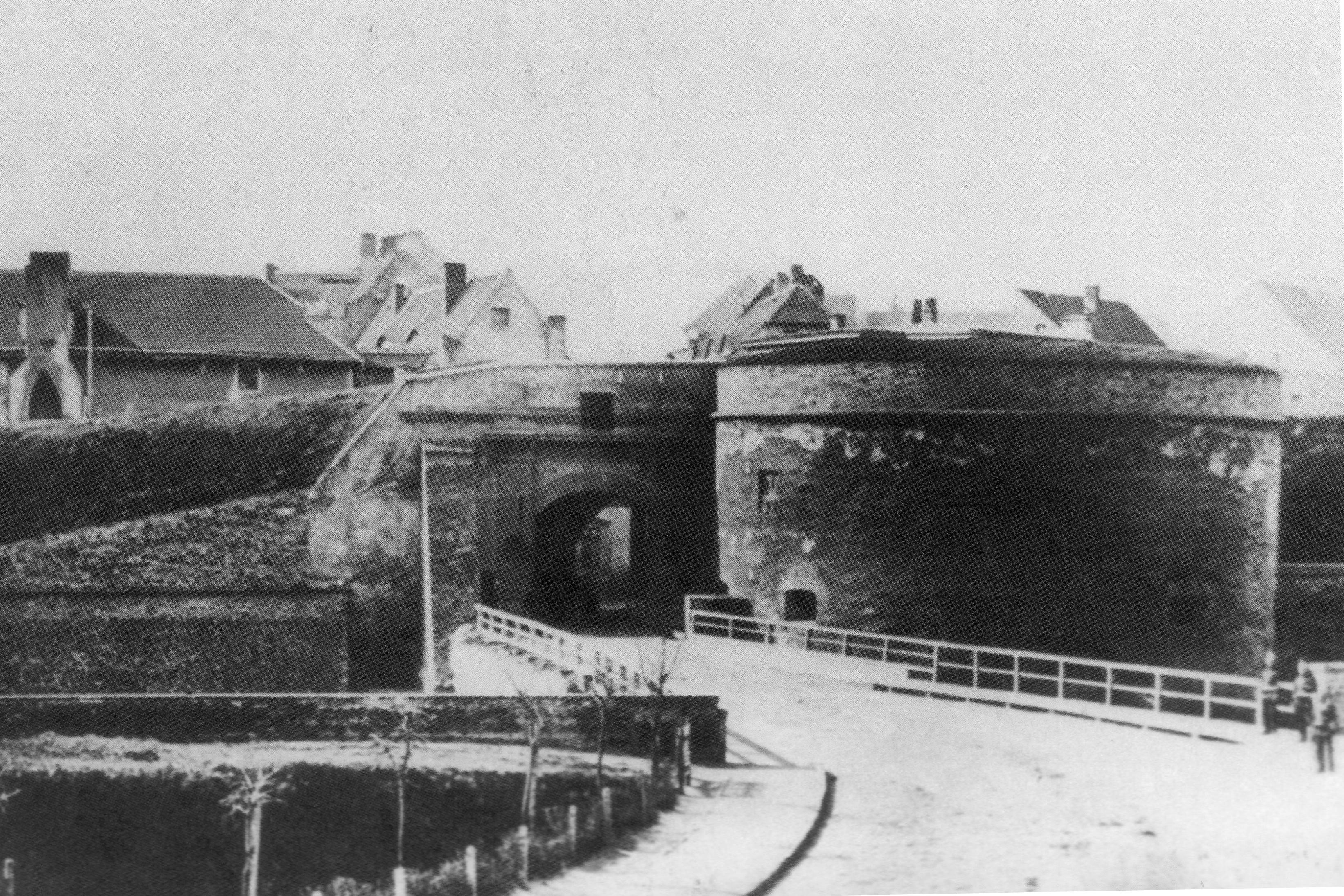
Außenseite des Krökentors um 1865

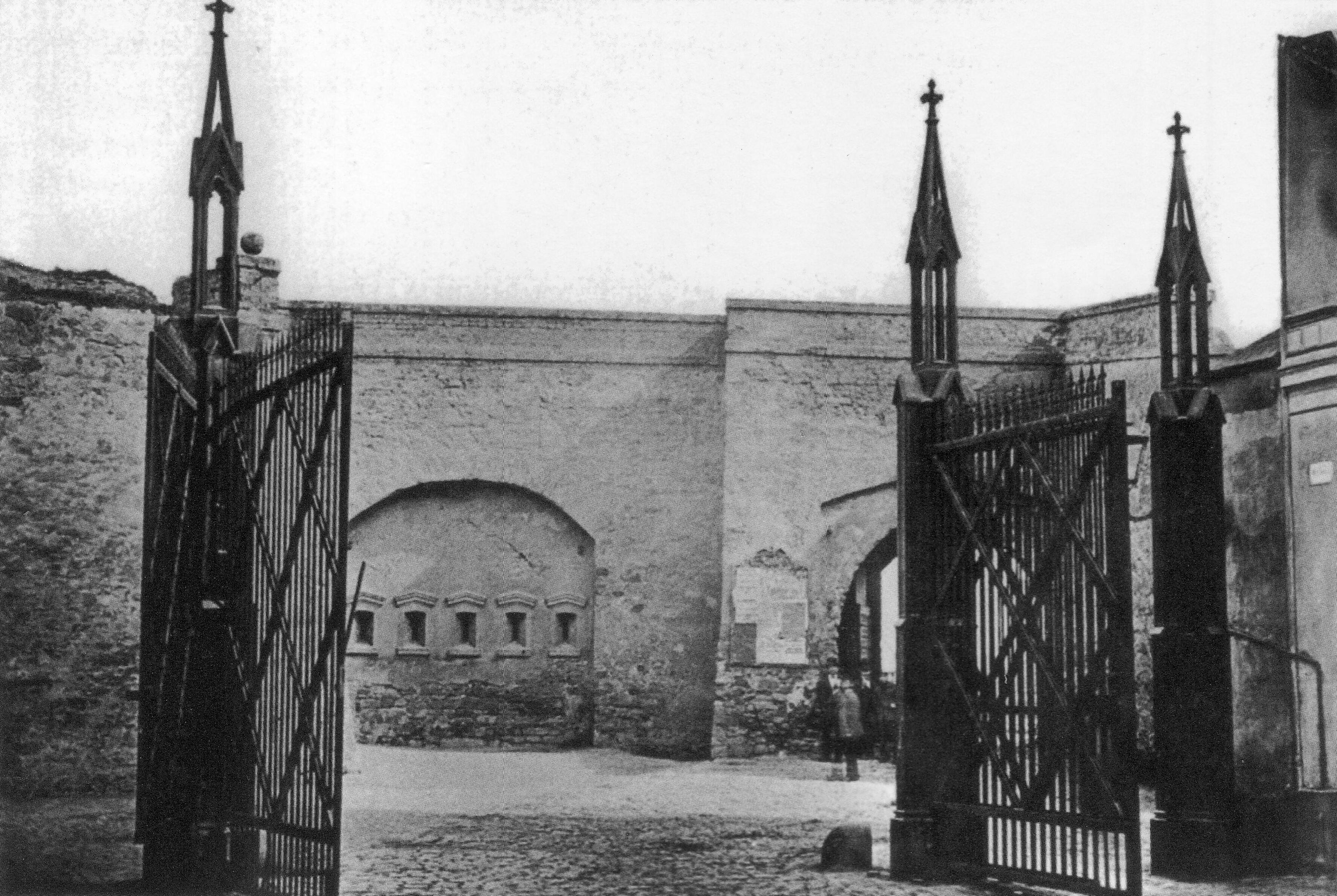
Stadtseite um 1870

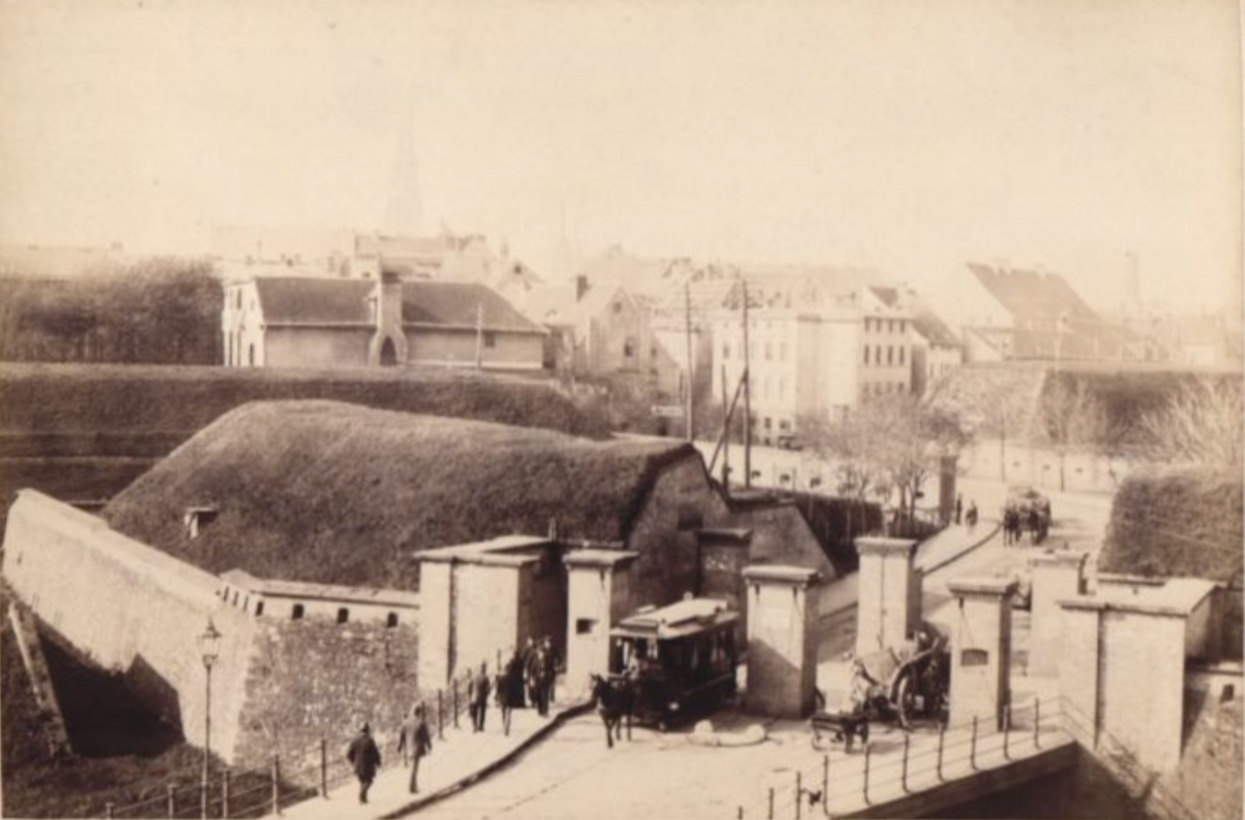
Krökentorpassage wohl in den 1880er Jahren

Das Krökentor war ein Teil der historischen Stadtbefestigung der Stadt Magdeburg und gehörte zu den Anlagen der Festung Magdeburg.

## Lage
Das Tor stellte den nördlichen Zugang zum Breiten Weg der Stadt Magdeburg dar. Es befand sich im Bereich zwischen Universitätsplatz/Am Krökentor.

## Geschichte
Der Bau des Krökentors erfolgte nach 1230 im 13. Jahrhundert als spätmittelalterliches Stadttor. Nach 1460 erfolgte ein Umbau des Tores. Die Toranlage wurde verstärkt. Es entstand ein Zwinger. In der äußeren Zwingermauer wurde ein Geschützturm eingefügt. Östlich des Torhauses entstand ein weiterer in die innere Stadtmauer integrierter Geschützturm. Während des Dreißigjährigen Kriegs wurde vor dem Graben ein Hornwerk gebaut.
Während des Ausbaus der Stadtbefestigungen zur Festung im 17. Jahrhundert wurde auch das Krökentor, etwa um 1700, umgestaltet. Die Streckenführung der Passage durch die Festungsanlagen war, auch durch die erforderliche Umgehung eines alten Steinbruchs, sehr kompliziert. Mit dem weiteren Ausbau der Festung wurde die Passage  noch mehrfach verändert. Die letzte Umgestaltung der Passage erfolgte 1868. Seit dem 1. März 1863 hatte die Stadtverordnetenversammlung, auf viele Beschwerden der Bürger hin, die Verbesserung der Passage von den Militärbehörden gefordert. Der Umbau wurde 1868 beendet. Der alte Steinbruch wurde dabei fast in gerade Linie auf die Lüneburger Chaussee überbrückt.
Aufgrund der veränderten Waffentechnik trat in der zweiten Hälfte des 19. Jahrhunderts ein deutlicher Bedeutungsverlust der Festung ein. Die Festungsanlagen wurden schrittweise aufgegeben. 1888 wurde das Krökentor abgerissen.